# Maria Joana Figueiredo
Maria Joana Figueiredo é uma montadora, realizadora, actriz, entre outras funções ligadas ao mundo do Cinema e Teatro em Portugal. Em 1996/1997 fez o Curso de Pós-Produção Vídeo na ETIC (Escola Técnica de Imagem e Comunicação). Em 1998/1999 fez Erasmus em Munique - Alemanha, no departamento de cinema e televisão. Frequentou o Bacharel do Curso de Cinema - Área Montagem, no ano 2000 e licenciou-se no Curso de Cinema - Ramo de Realização, em 2004, na Escola Superior de Teatro e Cinema.

## Actividades profissionais

### Obras realizadas
- Coração no Escuro 2011

Documentário a partir da rodagem do "Filme do Desassossego" de João Botelho
Uma produção Ar de Filmes
- Os Olhos de um Gato 2009

Documentário co-realizado com Cíntia Gil
Uma produção Valentim de Carvalho Filmes
- É Preciso que a Vida Inspire Confiança 2008

(Competição no London Documentary Film Festival 2009)
Curta-metragem co-realizada com Cíntia Gil a partir da obra de Gonçalo Barreiros
Produção Veracortes agência de arte
- Ensaio Sobre a Montagem 2007

(Apresentado no Colóquio Luso-Brasileiro Política, Cultura e Artes organizado por Instituto de Filosofia da Universidade do Porto e
Instituto de Sociologia da Faculdade de Letras da Universidade do Porto. Porto FLUP, 26 e 27 de Novembro 2007)
Produção Inventário, arte, acção e pensamento
- Começar 2007

Filme Experimental realizado no âmbito do One Minutes Workshop na Fundação Calouste Gulbenkian de 1a 5 de Out. de 2007
DV – cor – 1’
- Encher Até Rebentar 2007

Andar à Volta do Mesmo
Relicário
Três clips realizados para o referendo da Interrupção Voluntária da Gravidez
DV – cor – 40’’/ 30’’/ 30’’
- Entroncamento 2000

Documentário de criação, Betacam SP, 25 min.
Realizado no âmbito do seminário de prática de produção II do 3º ano do Curso de Cinema da ESTC
Apresentado nos XII Encontros de Cinema Documental - Amascultura, 2001
- Ah, não ser eu toda a gente e toda a parte[3] 1999

Documentário de criação rodado em Munique, Betacam SP, 15 min.
- Competição Oficial no Concurso do Clube de Artes e Ideias, 2000.
Prémio Jovens Criadores na Área do Video.
- O Meu Corpo 1998

Documentário de criação, Betacam SP, 13 min.
Realizado no âmbito do seminário de introdução ao vídeo na Escola Superior de Teatro e Cinema – Lisboa
- Competição Oficial Festival de Óbidos, 1999 - Prémio Jovem Realizador.
- Competição Oficial X Encontros de Cinema Documental Amascultura, 1999 - Prémio de Realização.

### Montagem e outras funções
- Assistente de Montagem na pós produção da longa-metragem Cisne[4] de Teresa Villaverde, AlceFilmes 2010

- Anotação da longa metragem A Comédia e a Vida, um filme de Alberto Seixas Santos – Take2000

- Assistente de Realização e Montagem dos 4 vídeo clips Carminho realizados por João Botelho

- Montagem do documentário Fábrica da Música, de Kiluanje Liberdade e Inês Gonçalves – Noland 2008

- Montagem do documentário Mãe Jú, de Kiluanje Liberdade e Inês Gonçalves, Noland Produções – Lisboa 2006

- Montagem do Documentário Oxalá Cresçam Pitangas (Histórias de Luanda), uma realização de Kiluanje Liberdade e Onjaki - Lisboa 2006

- Assistente de Montagem na pós-produção da longa-metragem Transe de Teresa Villaverde, Madragoa Filmes – Lisboa 2005/06

- Assistente de Encenação e operadora de som da peça de Teatro Alices, texto de Susan Sontag, com a encenação de Rafaela Santos - JUMP-CUT, Lisboa 2005

- Anotação da curta-metragem A Rapariga da Mão Morta de Alberto Seixas Santos, O Som e a Fúria – Lisboa 2005

- Anotação e montagem da Curta-metragem A Estrela[5] de António Duarte, A.S. Produções Cinematográficas – Lisboa 2004

- Montagem dos vídeos de acompanhamento da exposição Arquitectura e Cidadania no Centro Cultural de Belém, realizados por Joana Cunha Ferreira e Catarina Portas, Filmes do Tejo – Lisboa 2004

- Montagem do documentário Autografia[6] de Miguel Gonçalves Mendes, um retrato de Mário Cesariny - Jump-Cut, Lisboa - 2003/2004

Prémio Melhor Documentário Português Doc Lisboa 2004
- Montagem da curta-metragem Talibés de Yoro Moussa Bathily - Concept Filmes, Lisboa - 2002

- Assistente de Montagem da longa-metragem Água e Sal de Teresa Villaverde, Madragoa Filmes, Lisboa - 2000/2001

- Assistente de montagem da longa-metragem Xavier de Manuel Mozos, A.S. – Produções Cinematográficas, Lisboa - 1999